# Porte Miègeville

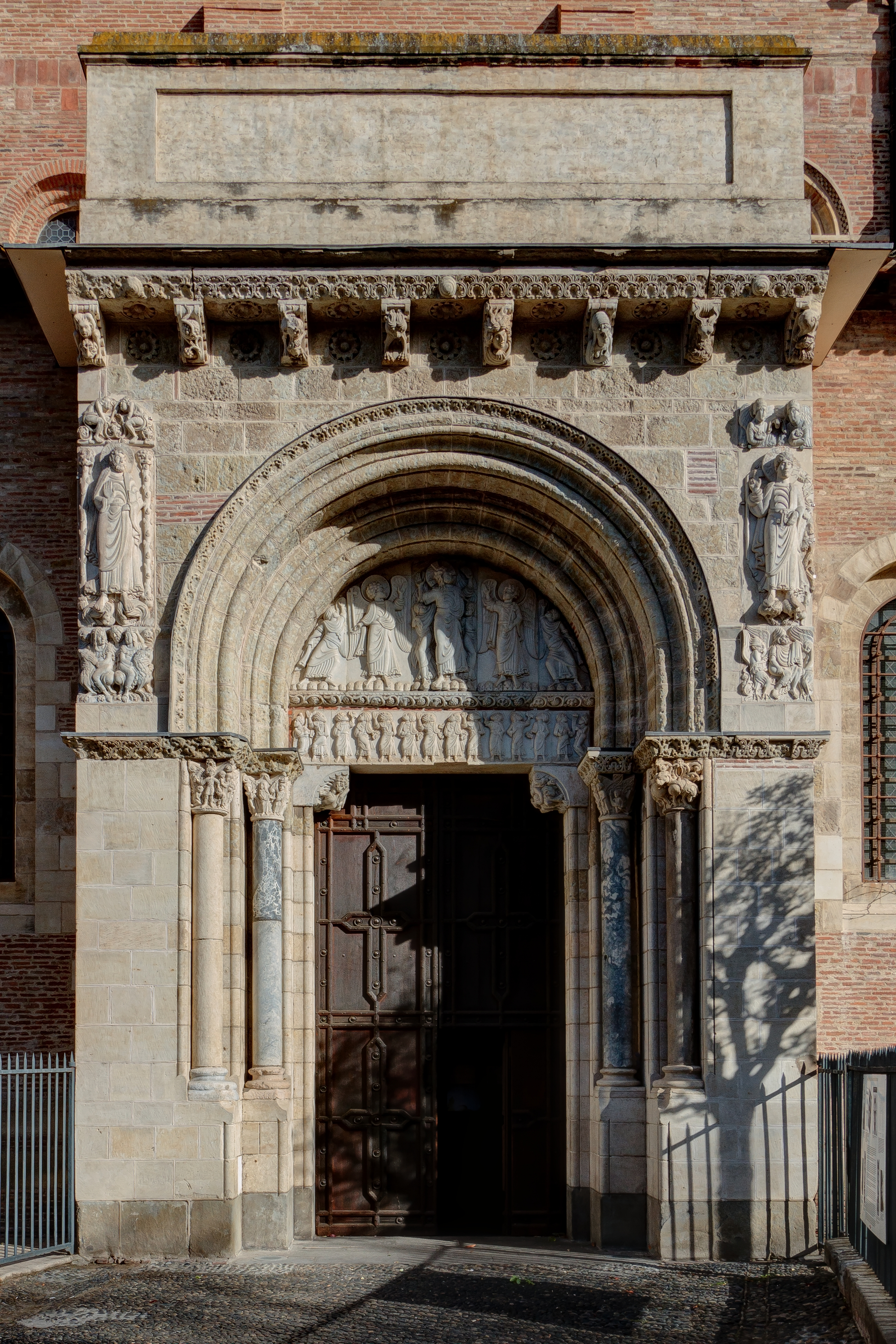
porte Miègeville

La porte Miègeville de la basilique Saint-Sernin de Toulouse se situe au sud de sa nef, et elle est tournée vers la rue du Taur. Il s'agit de la porte la plus empruntée de la basilique ainsi que de la seule à posséder un tympan sculpté.

## Nom, positionnement et particularité
Son nom vient de son positionnement, face au centre de la ville, « mièjo vilo » en occitan. Bien que latérale et à une seule ouverture, sa situation face à la rue du Taur en faisait l'accès principal des habitants venant du Sud et est, encore actuellement, l'accès le plus emprunté. Il s'agit aussi de l'unique porte ayant un tympan sculpté, sans doute parce que la plus fréquentée. Elle est précédée par la porte de l'abbaye seul vestige de l'ancienne enceinte de la renaissance.

## Matériaux
Le bas de la porte est composé essentiellement de calcaire blanc datant des restaurations du XIXe siècle alors que le tympan en lui-même est composé de marbre et calcaire marneux et que l'extrémité basse est en calcaire gris. De nombreux éléments de la porte ont été réalisés à partir de sarcophages récupérés dans le cimetière paléochrétien qui précédait la cathédrale.

## Tympan sculpté

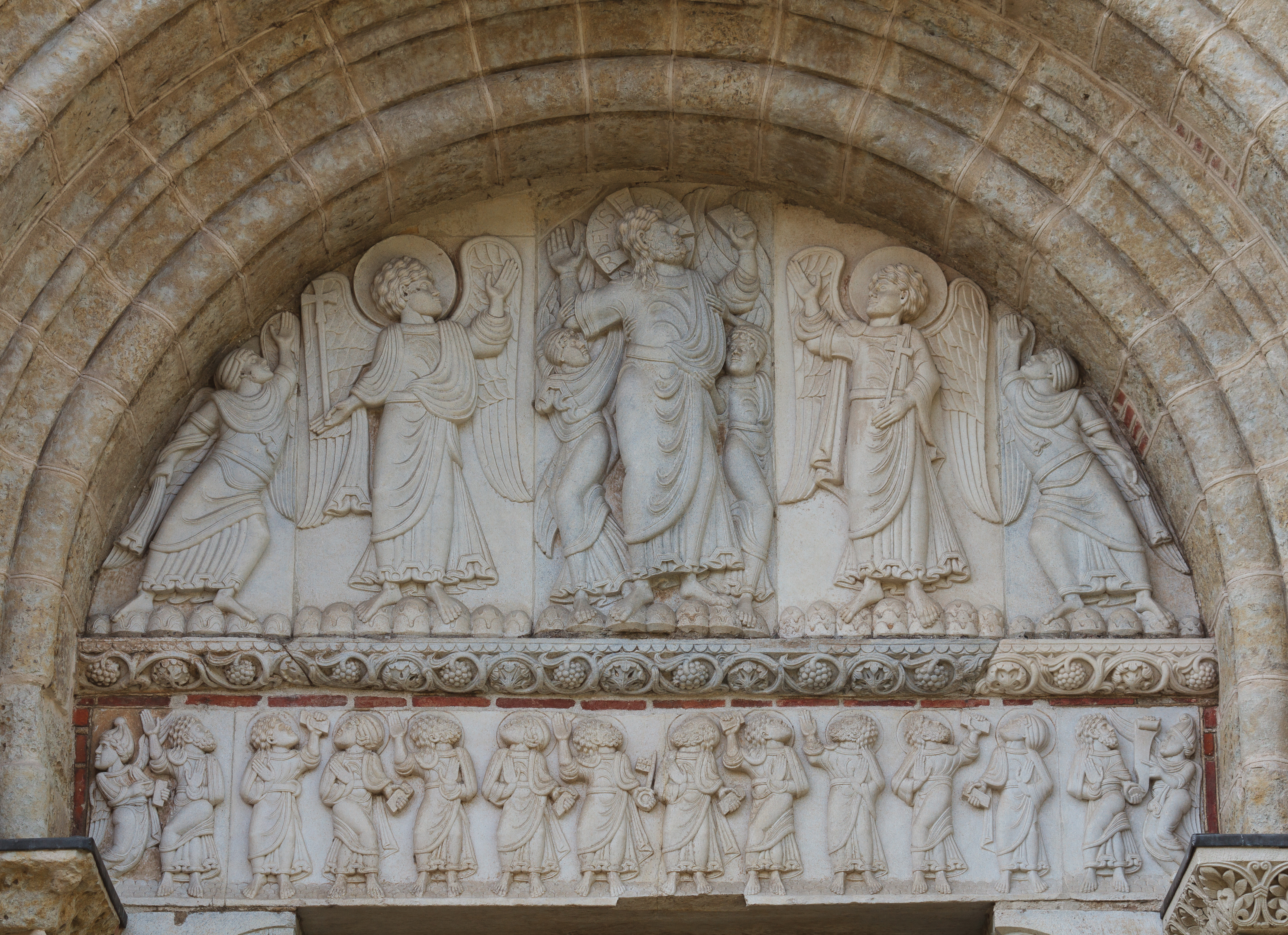
Tympan sculpté

Henri Pradalier suppose que ce portail aurait été sculpté à la fin du XIe siècle et Marcel Durliat date l’œuvre du premier quart du XIIe siècle. Délimité par son arc plein-cintre, le tympan représente l’Ascension du Christ, soutenu par six anges. Le linteau nous montre les douze apôtres, y compris saint Pierre et saint Paul qui sont reconnaissables par leurs caractéristiques physiques et un attribut habituels. Les apôtres ont leurs têtes tournées vers le haut, fixant le Christ comme fascinés par l’évènement miraculeux. Le même espace contient aussi, latéralement, deux personnages ailés et coiffés d’un bonnet phrygien, présentant des manuscrits (anges avec les Écritures?). Les consoles qui soutiennent le linteau sont décorées, à gauche par le roi David avec son instrument de musique, et à droite par deux personnages, coiffés comme ceux du linteau par des bonnets phrygiens. Ces derniers, ainsi que le roi David sont accompagnés de lions (les « démons de l’Hérésie” ?). 

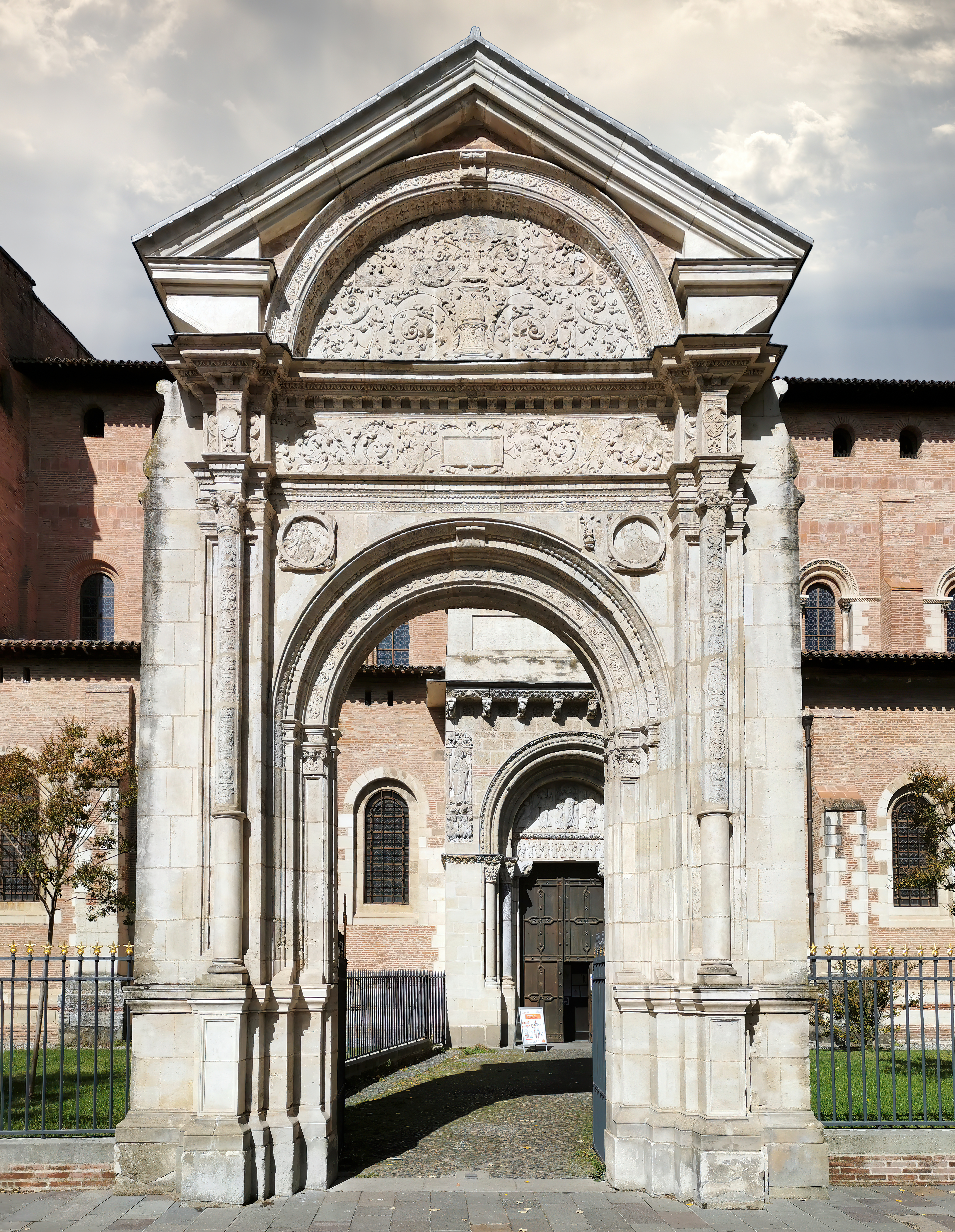
Porte Renaissance de l'abbaye

Laissant de côté l’iconographie des quatre chapiteaux, nous allons nous pencher brièvement sur deux personnages placés de chaque côté du tympan, dont les dimensions dépassent celle du Christ. À droite, saint Pierre, identifié comme tel sur son nimbe. Curieusement, il n’a pas de barbe ni de calvitie comme les représentations habituelles, mais il est imberbe et a l’apparence d’un jeune homme. Au-dessus de sa tête, deux anges. Ses pieds s’appuient sur deux lions et se trouvent au-dessus d’un relief montrant Simon le Magicien, identifié comme tel par une inscription gravée à côté de sa tête. Il se fait accompagner  par deux diables ailés. Le personnage de gauche est identifié comme étant saint Jacques, possiblement le Majeur, et au-dessous, un groupe constitué par un homme barbu entouré de deux femmes qui montent des lions (Abraham avec Sarah et Agar ?). 
Les sculptures de ce portail, en particulier du tympan, se distinguent des reliefs romans contemporains, plus figés et lourds, par une dynamique et une légèreté accentuée par les plis semi-circulaires des tuniques. Son programme iconographique, dont certains aspects nous échappent encore, est en parfaite adéquation avec une “ascension” du fidèle à l’espace sacré de l’église, sous le regard bienveillant de saint Pierre et saint Jacques.

## Corniche
La corniche au-dessus du tympan de la porte est composée de huit modillons sculptés.

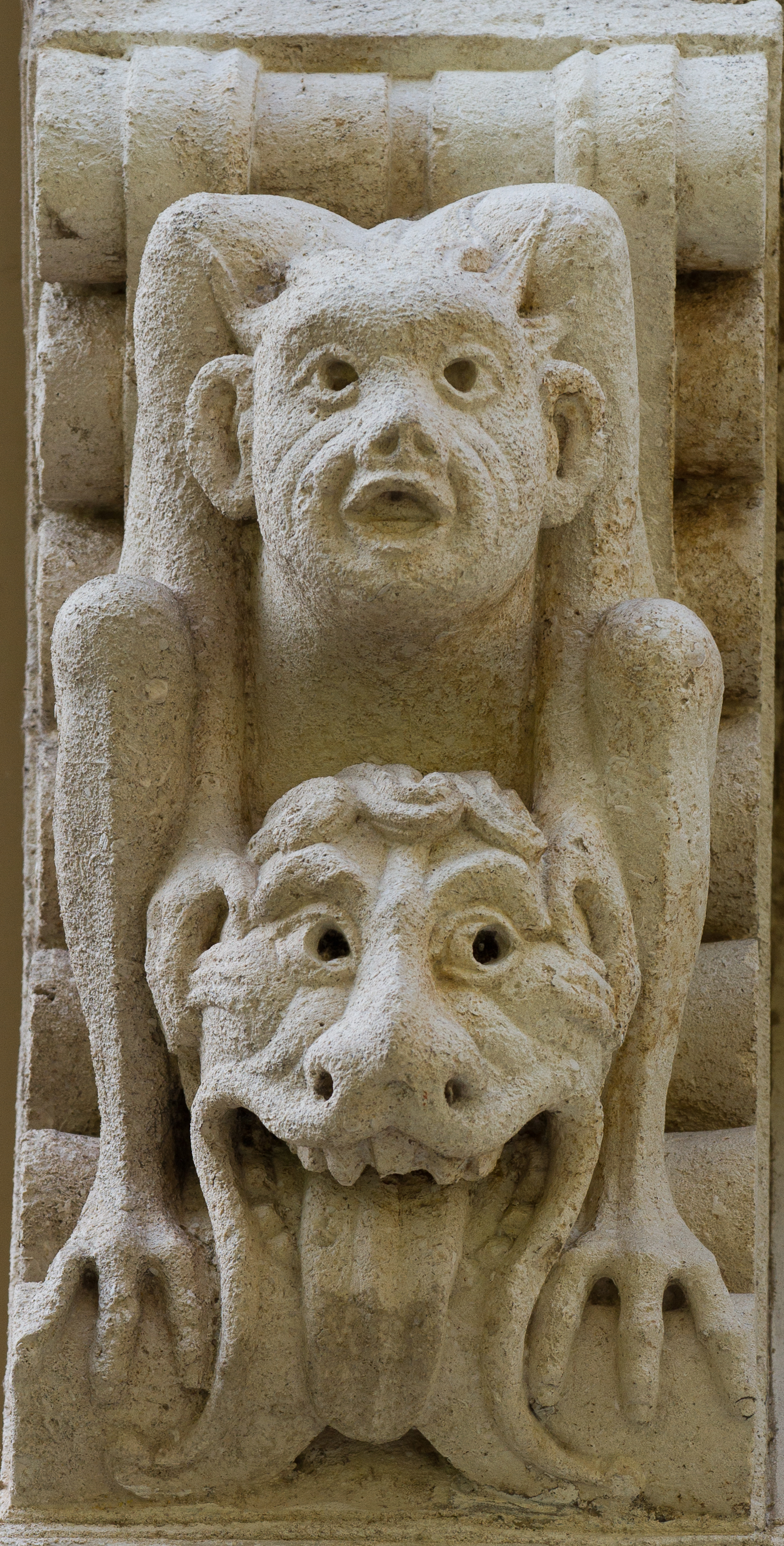
Modillon n°1 – Personnage en position d'atlante s'appuyant sur une tête de lion
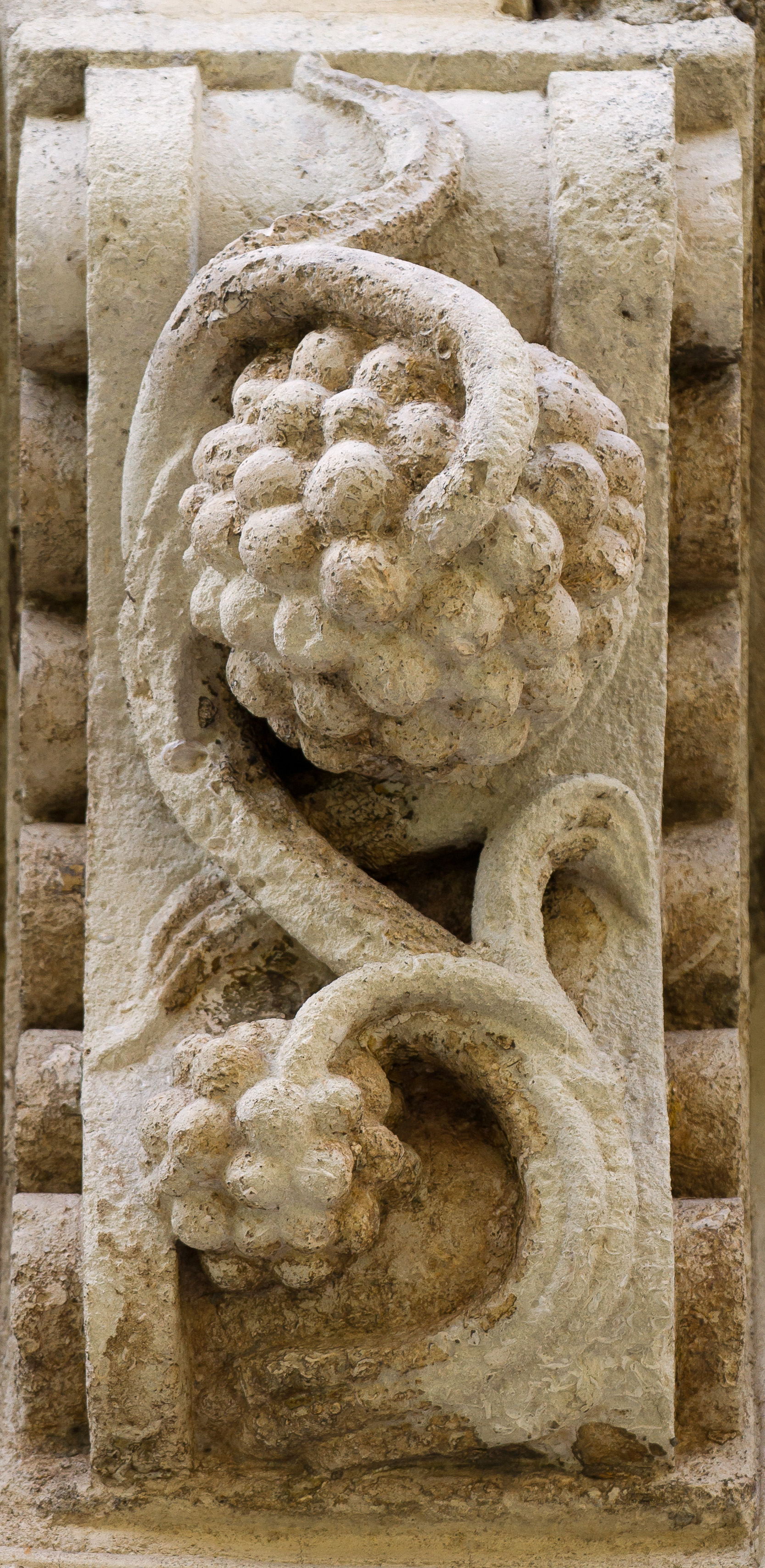
Modillon n°2 – Cep de vigne et grappes de raisin
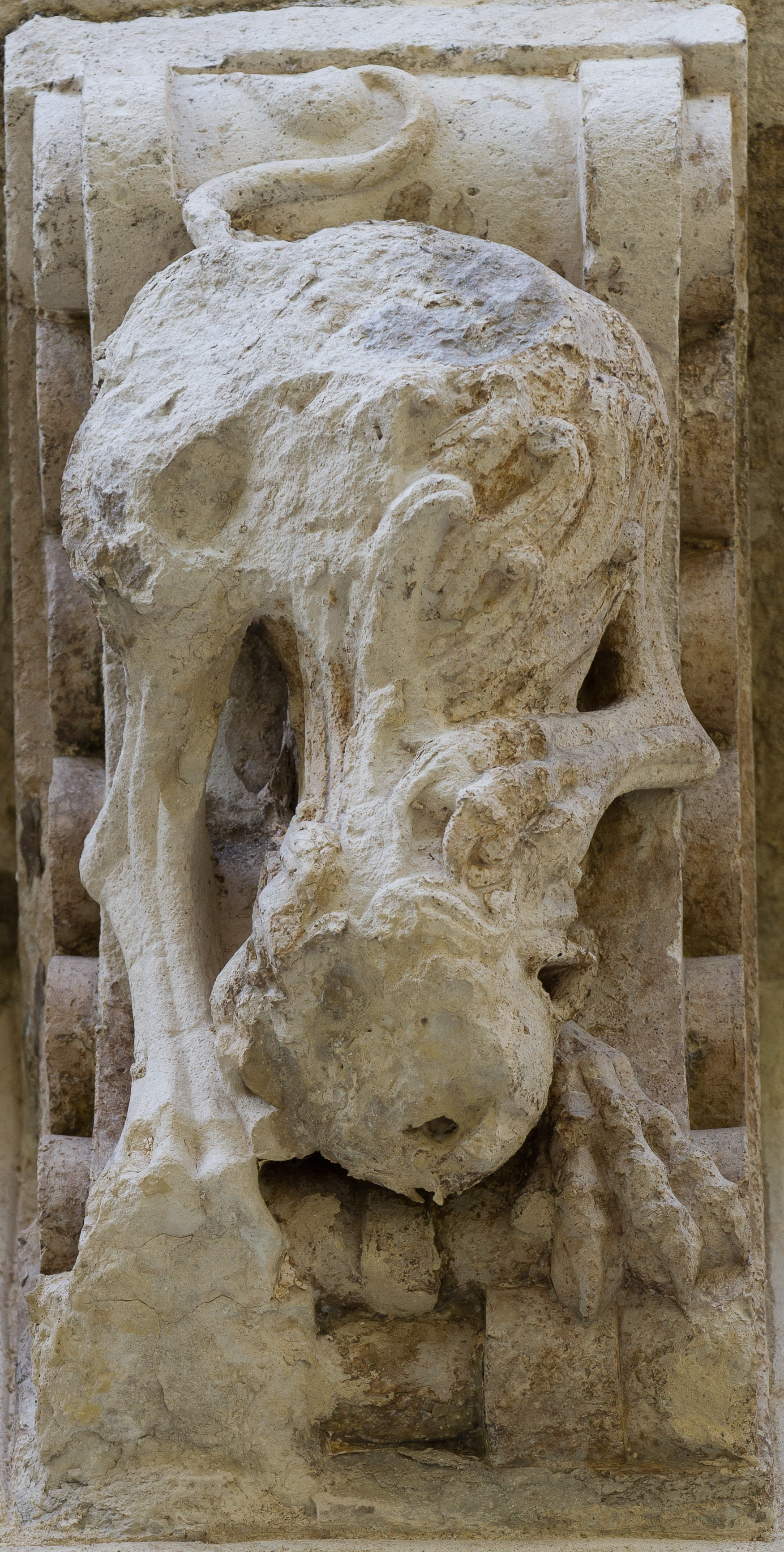
Modillon n°3 – Fauve posant une patte sur sa tête
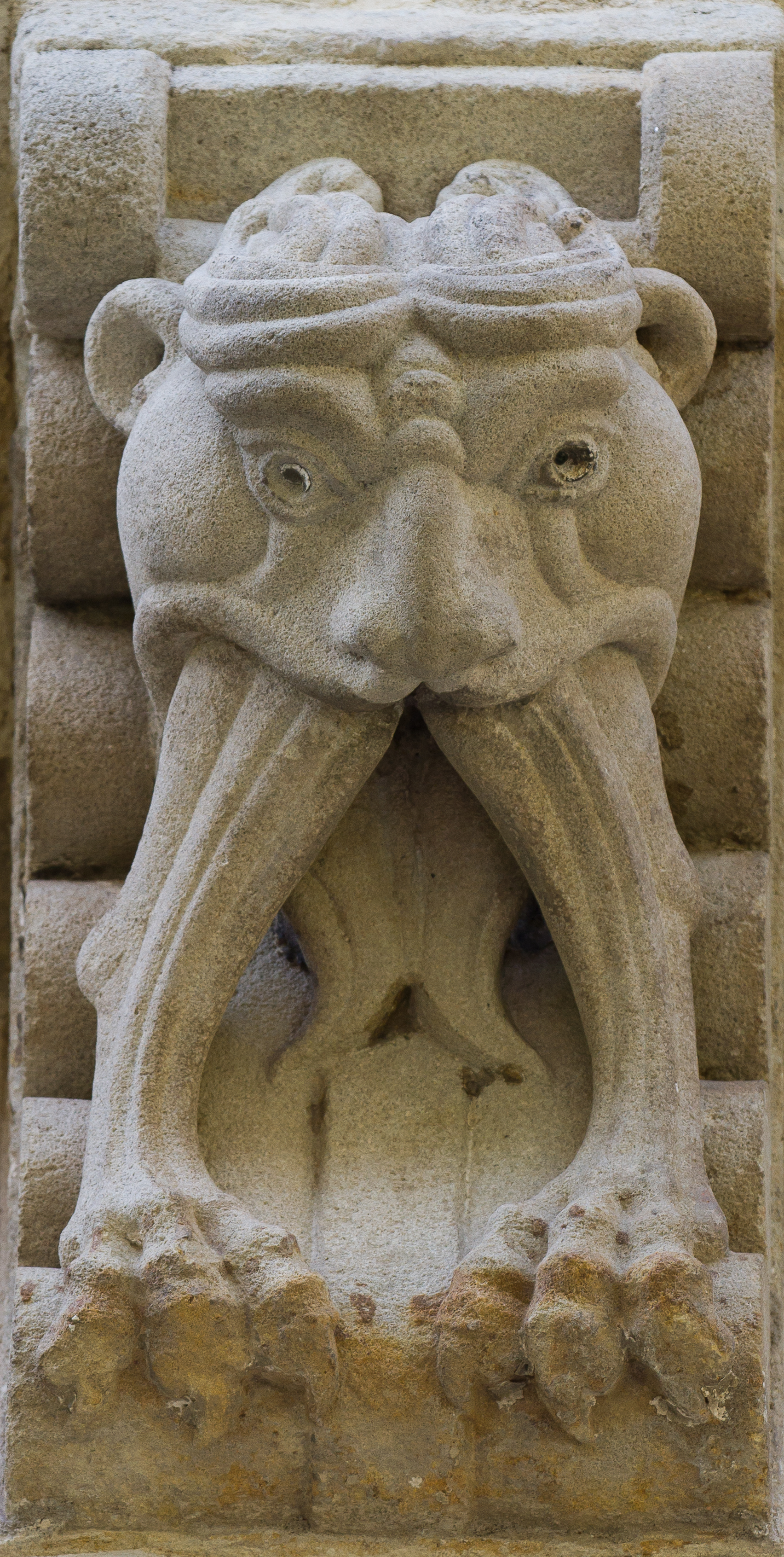
Modillon n°4 – Tête d'un animal avalant les pattes d'un fauve
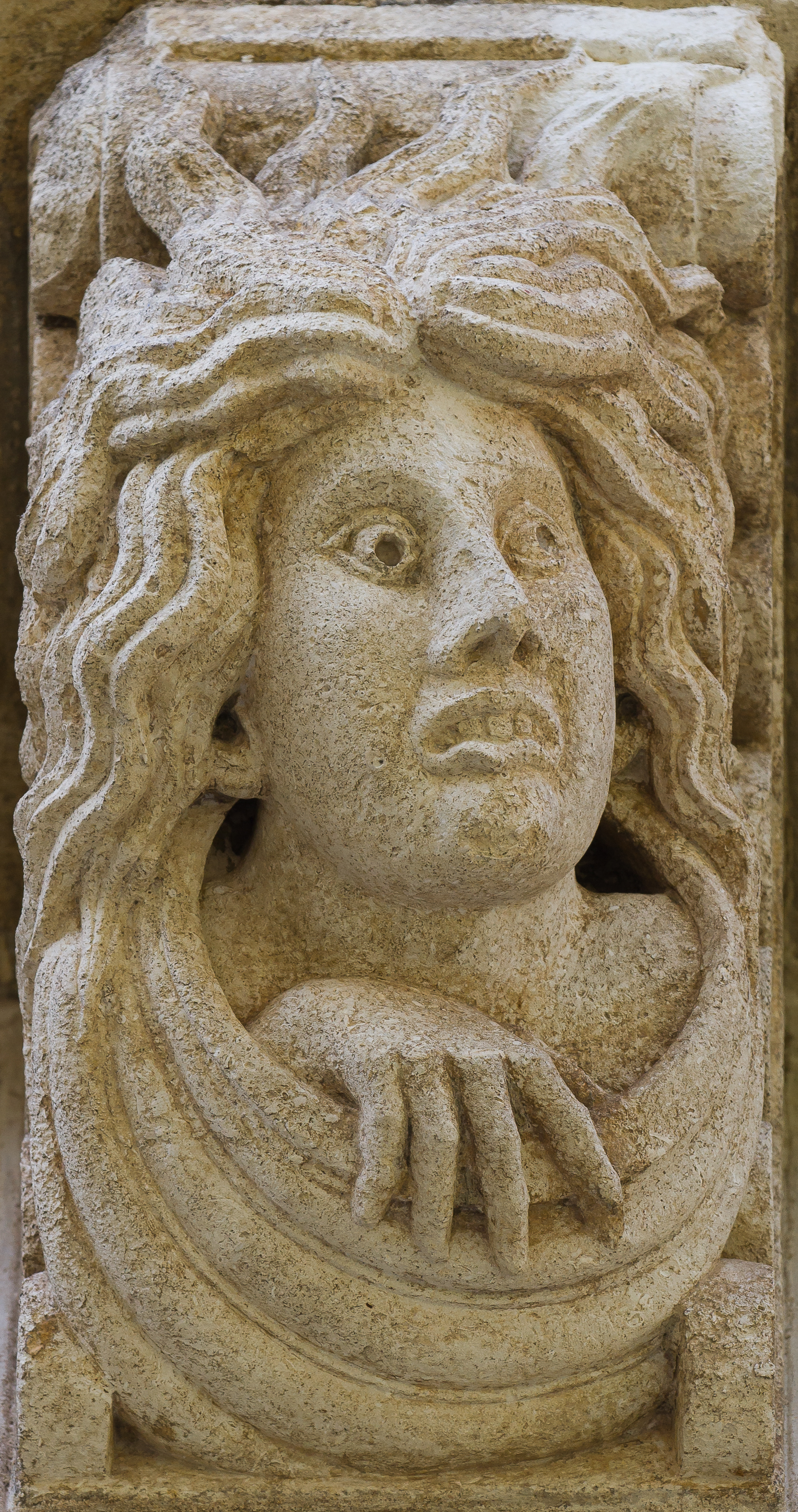
Modillon n°5 – Sol émergeant de son voile
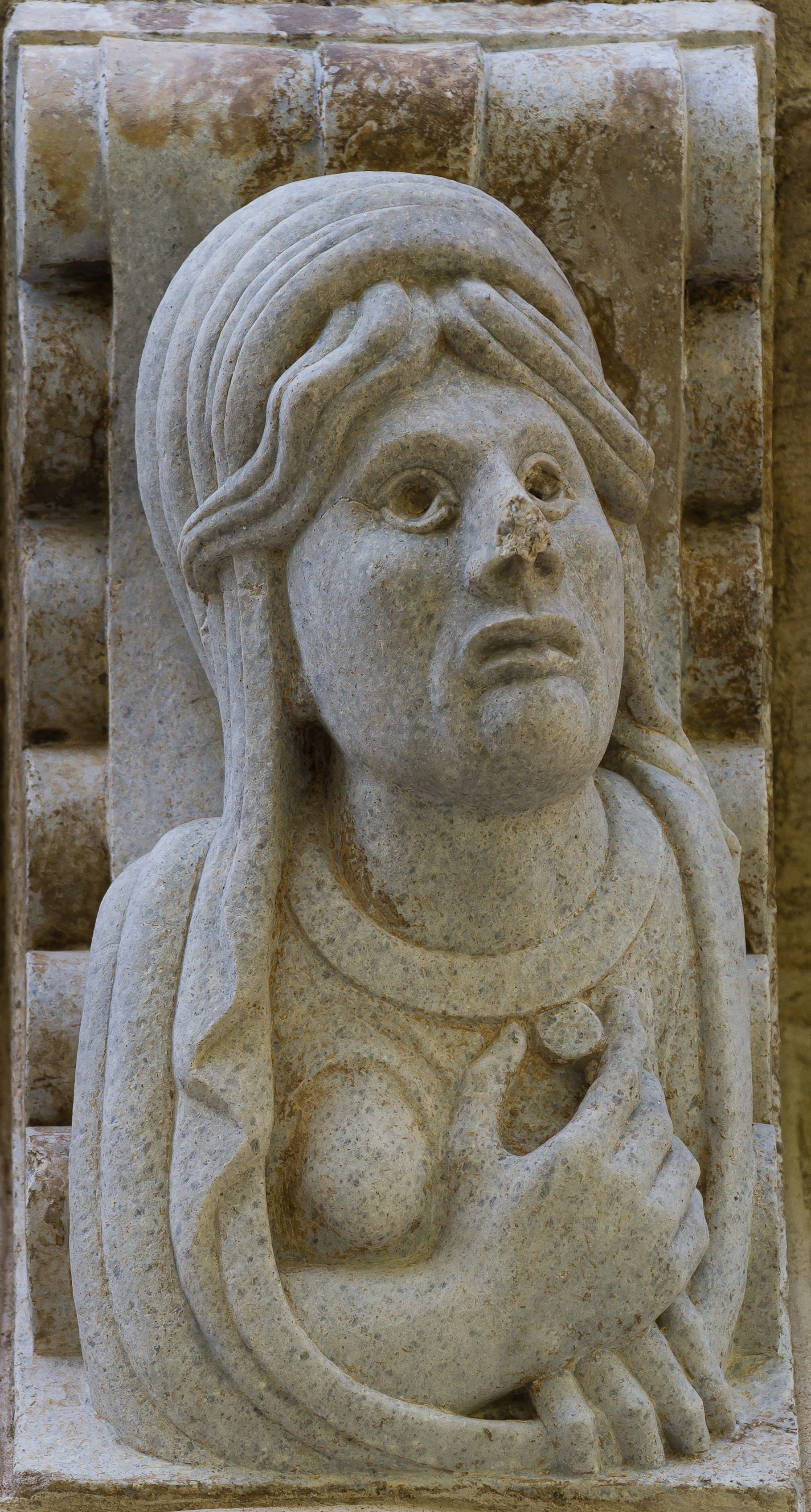
Modillon n°6 – Lune dévoilée
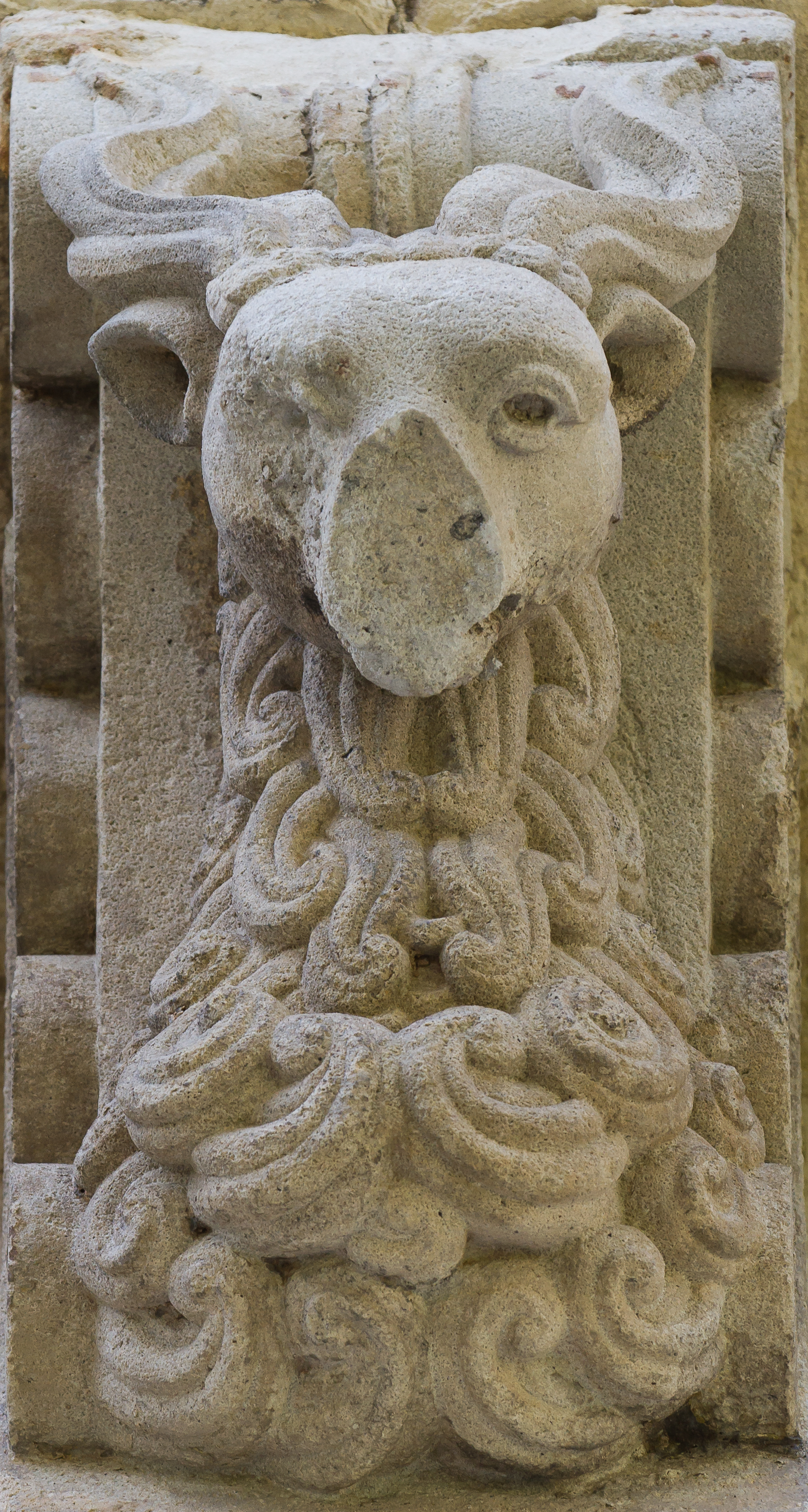
Modillon n°7 – Tête caprine dont il manque une partie
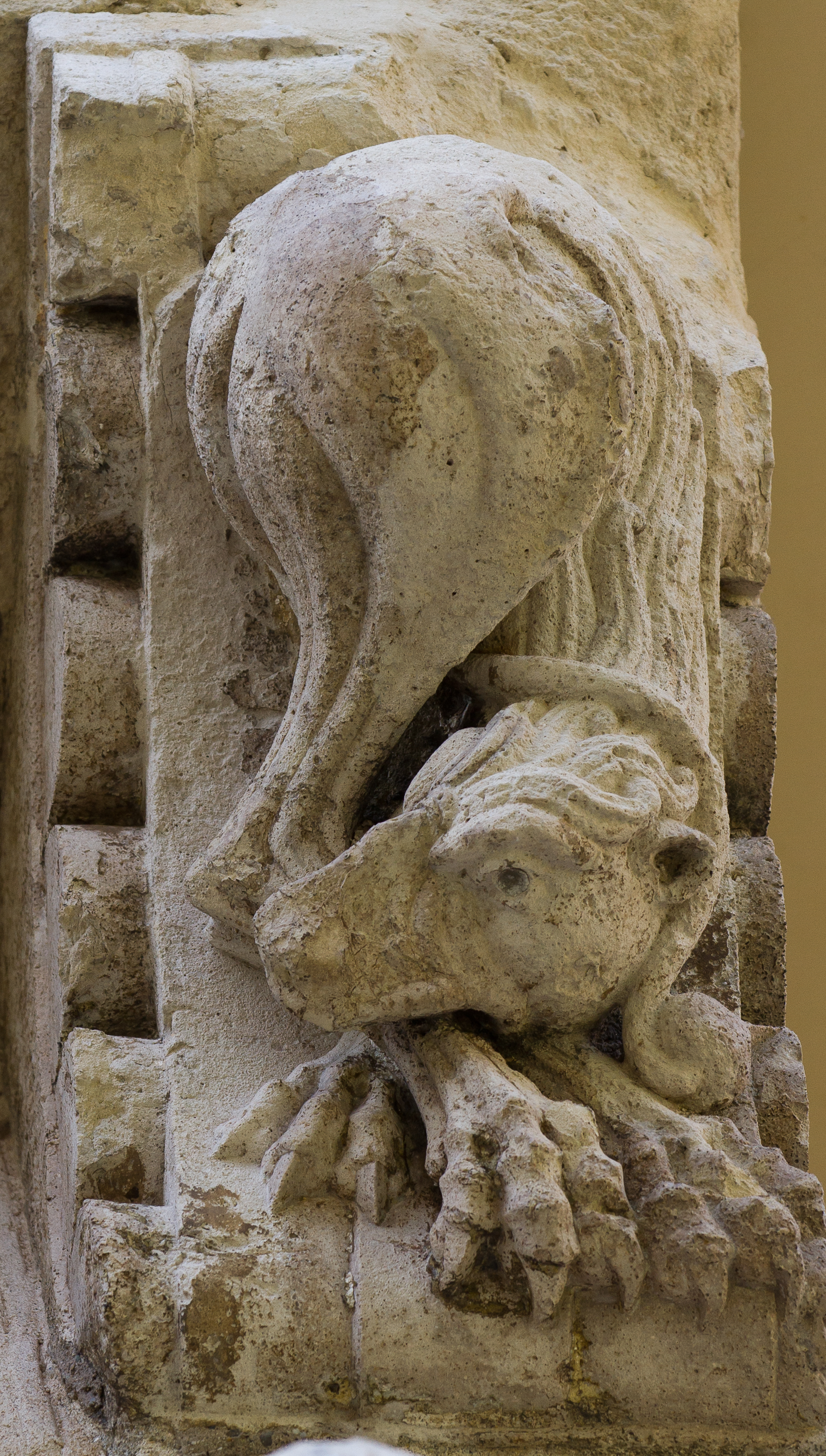
Modillon n°8 – Fauve se mordant la patte

## Les chapiteaux

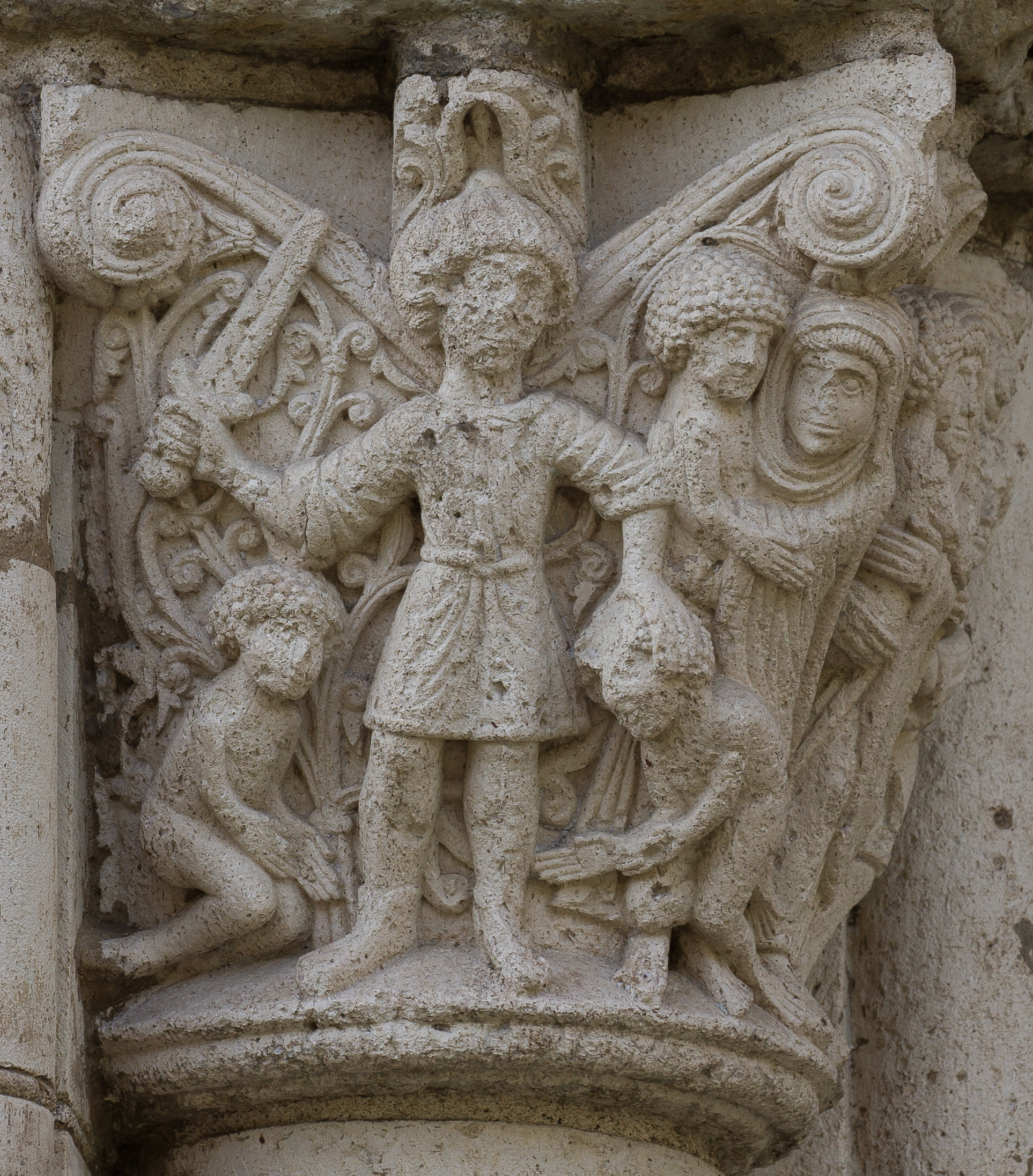
Le massacre des Innocents
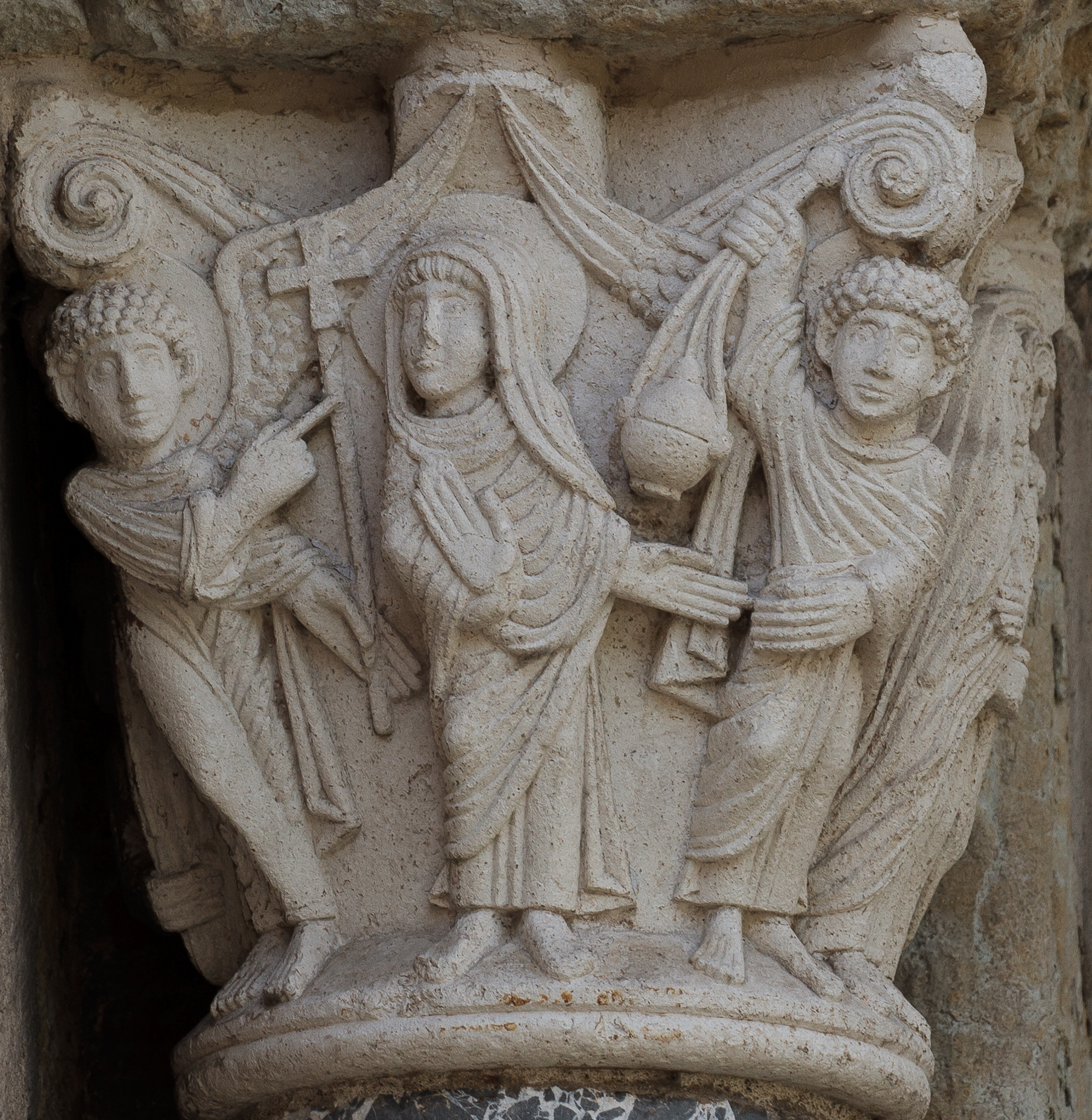
L'Annonciation
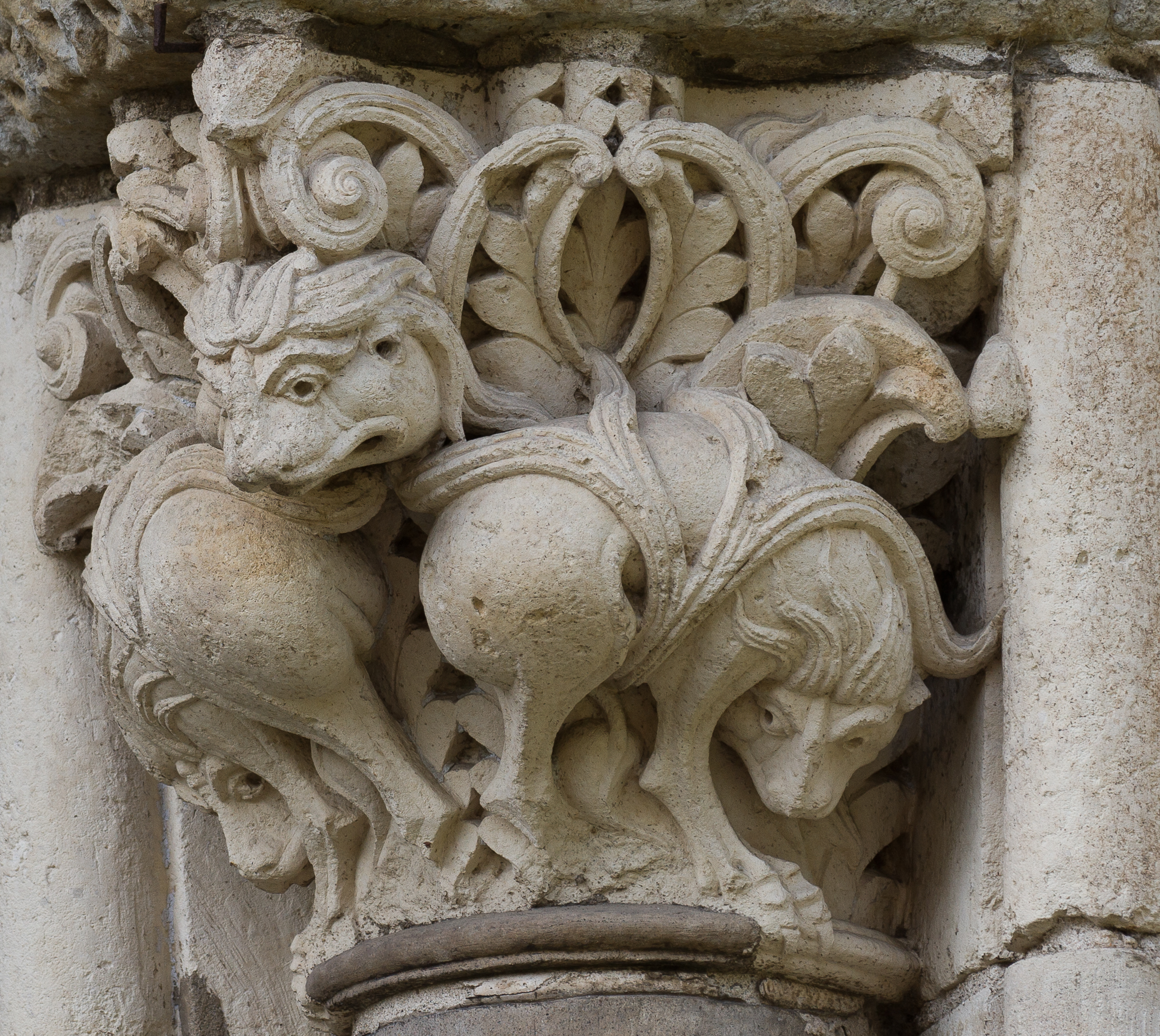
Les lions
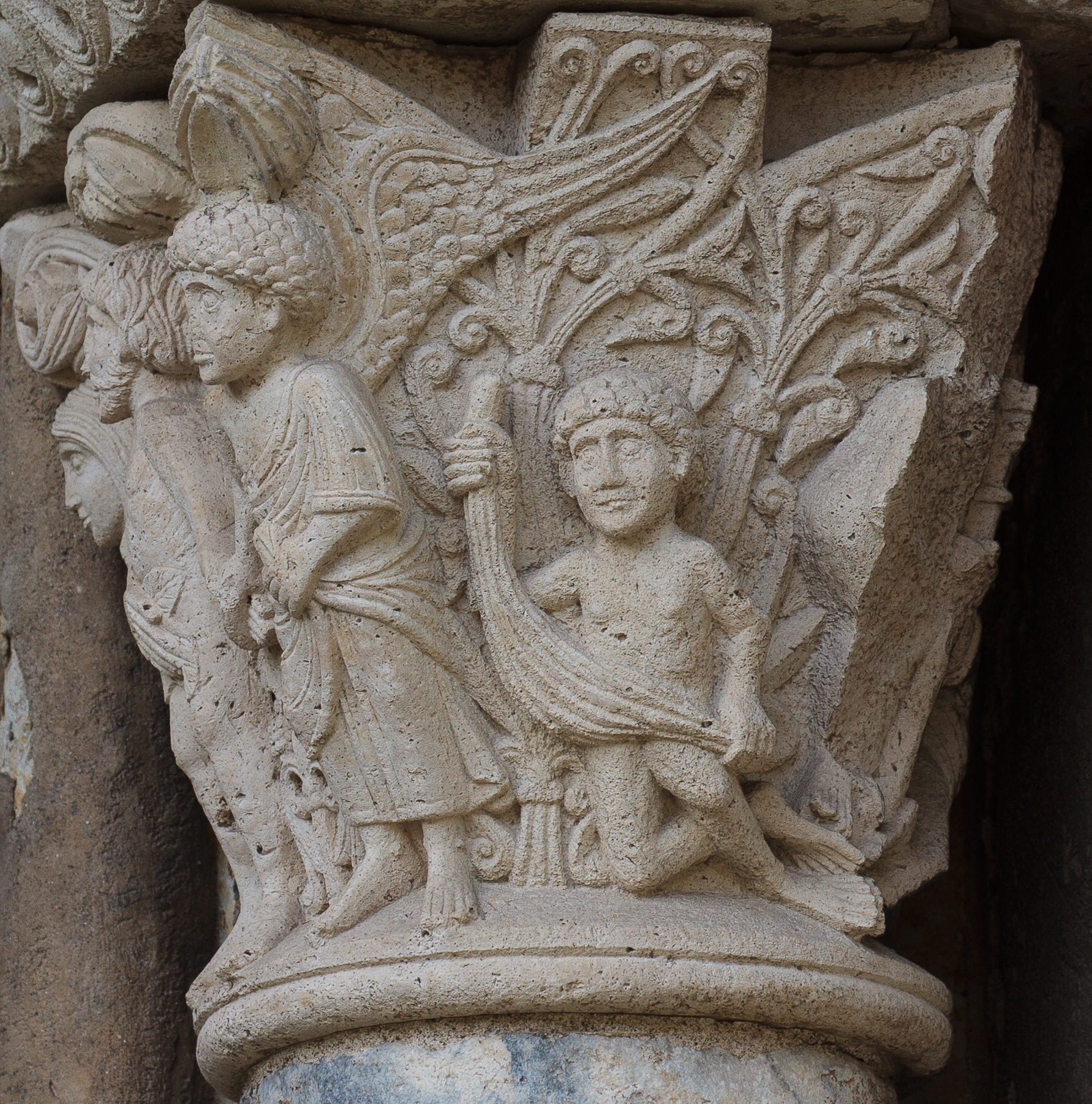
Le Péché originel

## Consoles
La première console représente deux personnages orientaux luttant contre des lions, vêtus d'un bonnet phrygien, d'une tunique laissant l'une de leurs jambes nue et d'une sandale unique. Cette scène peut être une représentation de la jeunesse du roi David où il luttait contre des lions pour protéger son troupeau et, de manière métaphorique, luttait contre les forces du mal pour protéger le peuple de Dieu.

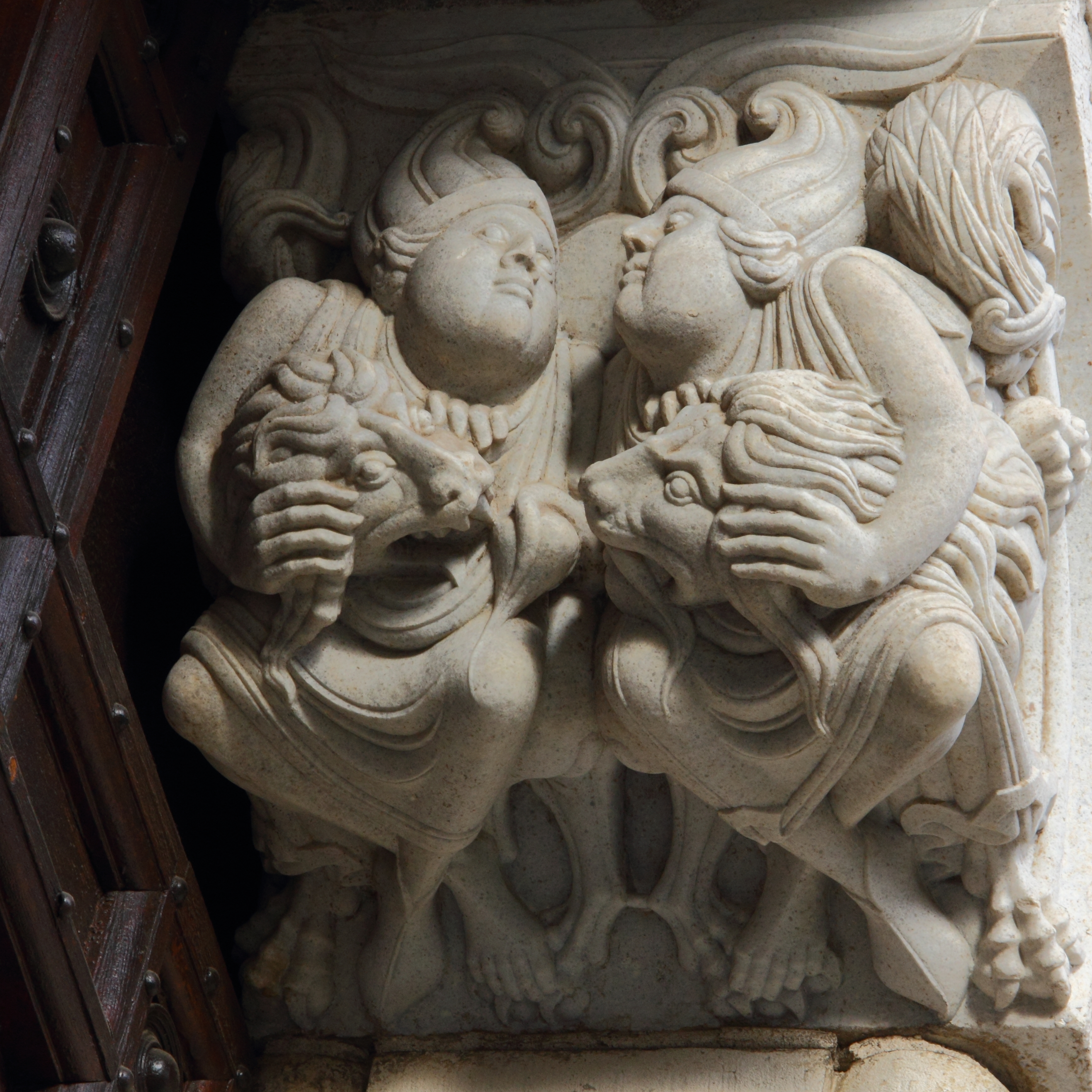
Console aux personnages symétriques.
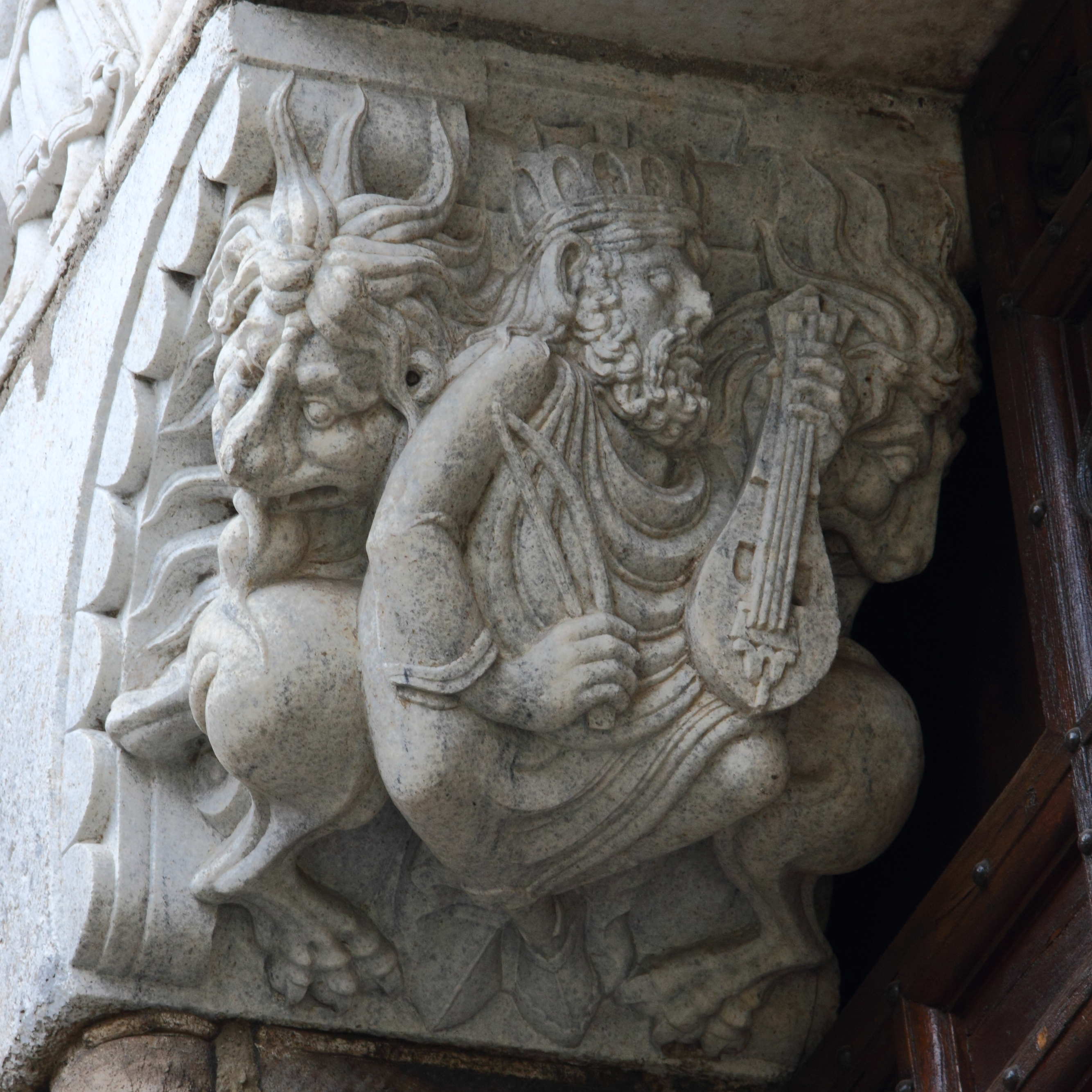
Console au roi David.

## Autour de la porte

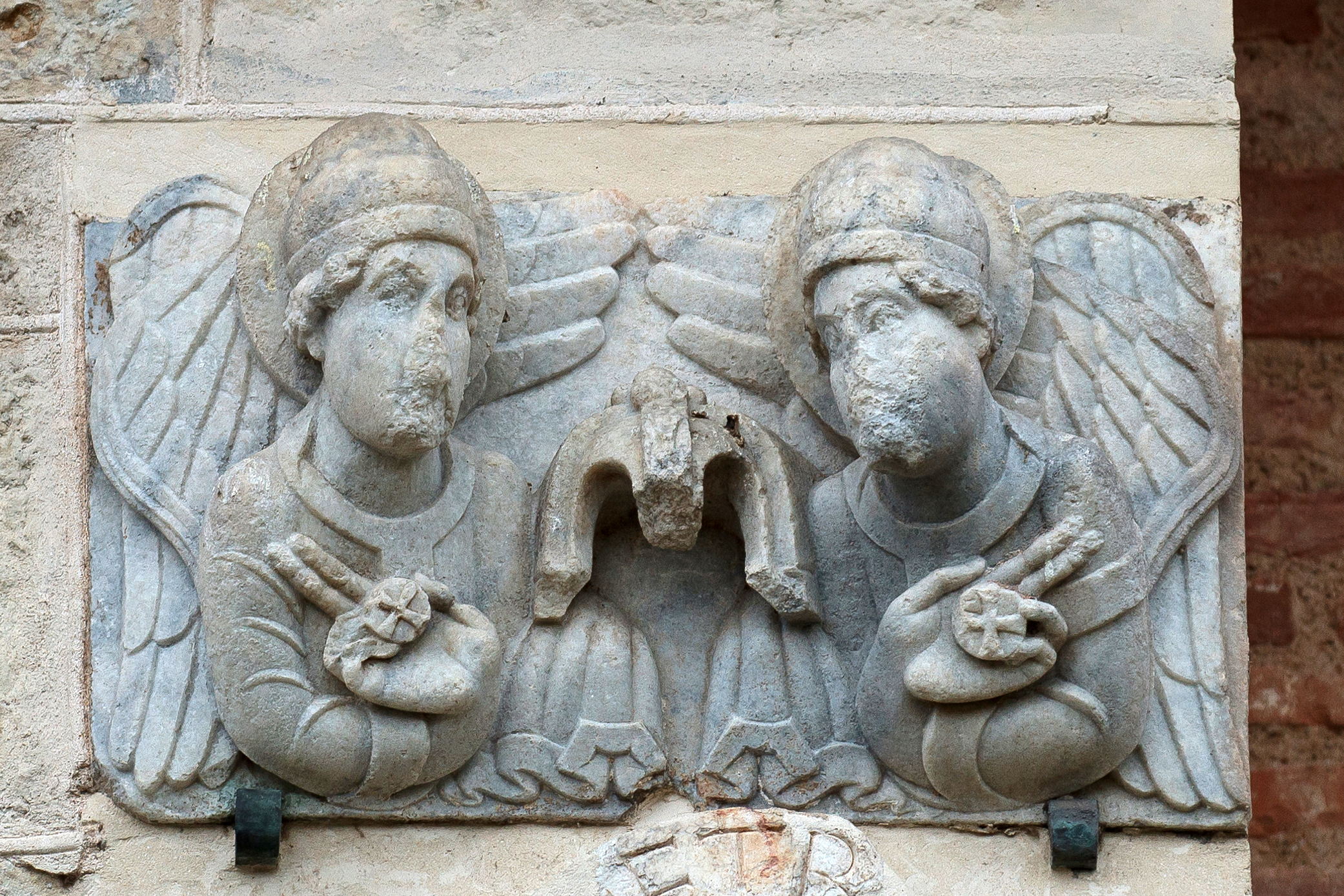
Deux anges présentent le sceau de Dieu et apportent une couronne
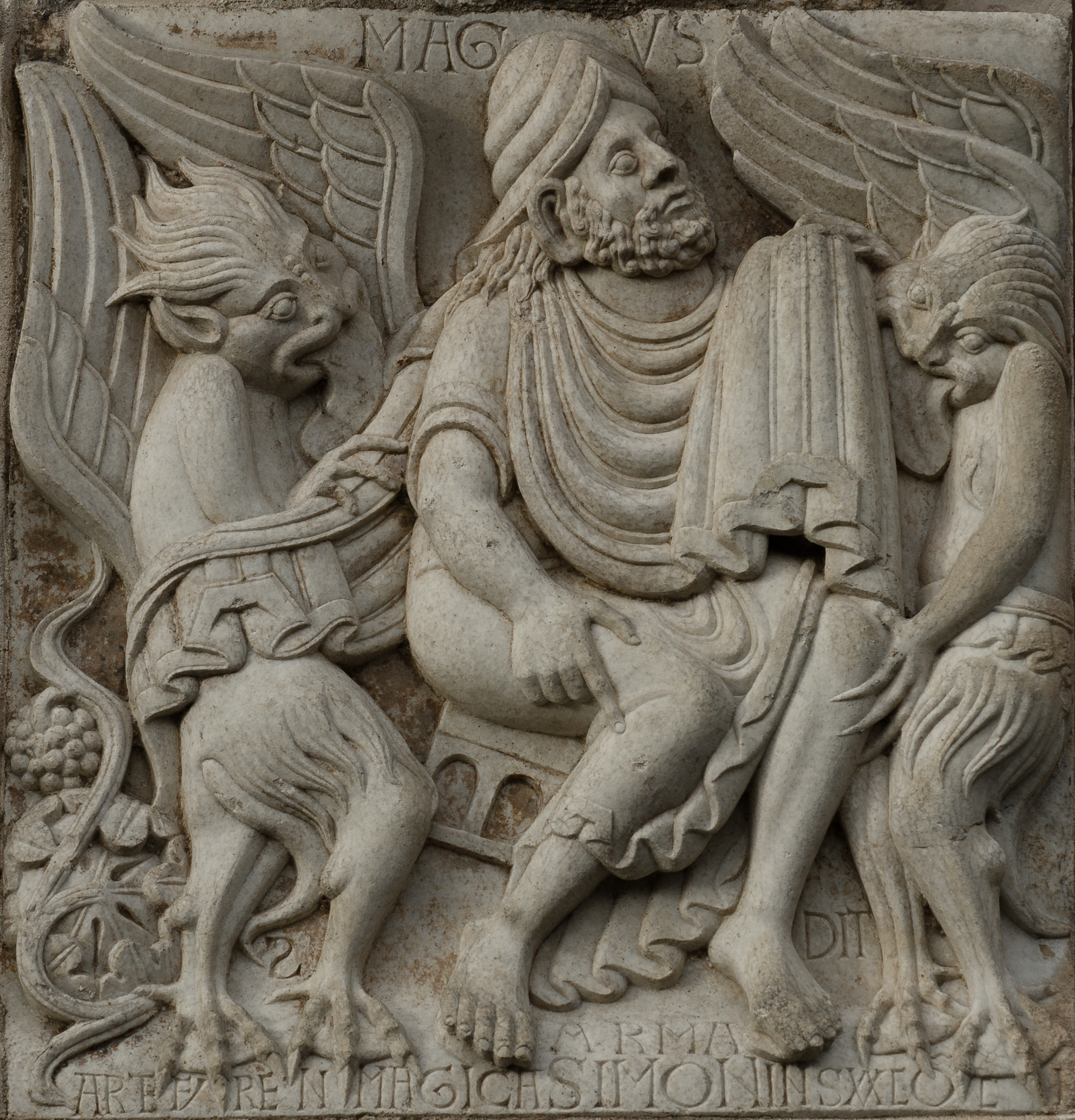
Simon le magicien, les démons et la naissance de la vigne